# Super Spy Hunter
Super Spy Hunter, conocido en Japón como Battle Formula (バトルフォーミュラ?), es un videojuego de combate en vehículos desarrollado por Tokai Engineering y publicado por Sunsoft para Nintendo NES. Fue lanzado en Japón el 27 de septiembre de 1991, y más tarde en Norteamérica como la secuela no oficial de Spy Hunter con permiso de Bally Midway. La versión Battle Formula relanzado en Japón para el juego de PlayStation dos en uno, Memorial Series SunSoft Vol.6, el cual incluye también Gimmick!, otro juego de SunSoft el cual es conocido en Europa como 'Mr. Gimmick.

## Sinopsis
En el año 2525, las cosas son un desastre. políticamente. Los terroristas liderados por alguien llamado "X" quieren atacar a las Naciones Unidas. La CIA es la encargada de desalentar los ataques. Con ese fin, y dado que todos sus mejores agentes han fracasado en la tarea, envían a un agente no oficial: el Super Spy Hunter.

## Jugabilidad
El Super Spy Hunter tiene un súper coche espía. En realidad, es un automóvil bien armado que puede convertirse en un barco o un avión en el momento oportuno. La acción consiste en un rápido desplazamiento vertical mientras el vehículo se enfrenta a todo tipo de poderosas amenazas de vehículos de un enemigo terrorista bien financiado: automóviles, camiones, helicópteros, etc. Afortunadamente, hay muchos potenciadores que recolectar en el camino, tanto defensivos como ofensivos.